# Účet

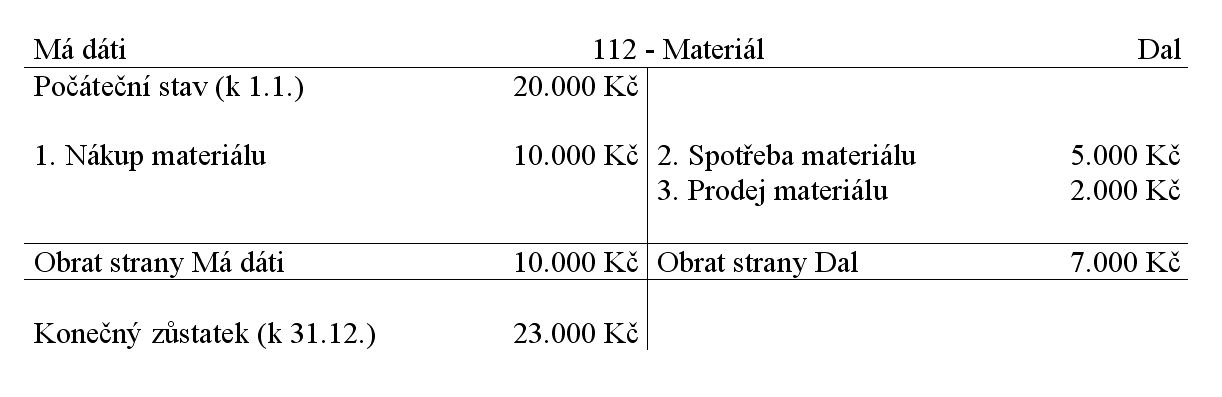
Příklad syntetického aktivního účtu (v tradičním zobrazení)

Účet, zastarale konto, je v účetnictví název pro prvek, který slouží k zachycení účetních případů. Účet má dvě strany (má dáti a dal), číslo a název. Účetní případy jsou zaznamenávány na účty prostřednictvím účetních záznamů v účetních knihách: hlavní knize a (účetním) deníku. Účetní deník zobrazuje účetní případy chronologicky, hlavní kniha podle jednotlivých účtů. V současné době je většina účetních záznamů prováděná automaticky prostřednictvím tzv. předkontací. Seznam účtů, který účetní jednotka používá, se nazývá účtový rozvrh.

## Druhy účtů
Podle toho, co daný účet zobrazuje, rozeznáváme čtyři základní druhy účtů:
Aktivní účetSlouží ke sledování účetních případů týkajících se aktiv. Přírůstky na účtu se účtují na stranu má dáti (např. pořízení majetku), úbytky na stranu dal (např. vyřazení majetku), účet má tedy kladný zůstatek na straně má dáti a záporný zůstatek na straně dal.
Pasivní účetSlouží ke sledování účetních případů týkajících se pasiv. Přírůstky na účtu se účtují na stranu dal (např. vznik závazku), úbytky na stranu má dáti (např. uhrazení závazku), účet má tedy kladný zůstatek na straně dal a záporný zůstatek na straně má dáti.
Nákladový účetZachycují se na něm náklady. Účet nemá počáteční stav a náklady se účtují na stranu má dáti.
Výnosový účetZachycují se na něm výnosy. Účet nemá počáteční stav a výnosy se účtují na stranu dal.
Podle podrobnosti zobrazení (stupně agregace) rozeznáváme:
Syntetické účtyZobrazují souhrnné stavy a pohyby majetku, zdrojů, nákladů a výnosů. V české účetní praxi mají třímístný číselný kód.
Analytické účtySlouží ke zpodrobnění údajů syntetického účtu. V české účetní praxi mají většinou šestimístný číselný kód, přičemž první tři číslice vypovídají o syntetickém účtu, ke kterému se daný účet vztahuje.
Kromě výše zmíněných rozvahových účtů se používají i tzv. podrozvahové účty. Podrozvahový účet je název pro evidenci nejistých nebo podmíněných majetků a závazků, které se nezobrazují v rozvaze. Jedná se například o evidenci bankovních záruk, podmíněných závazků, zapůjčeného majetku apod.